# Рейдерский полк морской пехоты
Рейдерский полк морской пехоты (англ. Marine Raider Regiment), ранее известный как Полк специальных операций морской пехоты (англ. Marine Special Operations Regiment (MSOR)) — назван в честь морских рейдеров, элитных частей времён Второй мировой войны. Современные рейдеры являются подразделением специального назначения в составе Корпуса морской пехоты США. Организация полка была завершена в 2007 году. Полк является основным боевым компонентом Командования сил специальных операций КМП (MARSOC).

## Командиры полка
- полковник Эндрю Милбёрн ( – 26 июня 2015)
- полковник Питер Хантли (26 июня 2015 – наст. время)